# Elitserien i baseboll 1964
Elitserien i baseboll 1964 var den för 1964 års säsong högsta serien i baseboll i Sverige. Det var den andra gången som Elitserien i baseboll spelades, men korade ingen officiell svensk mästare, segraren blev dock riksmästare. Totalt deltog sju lag i serien, som till slut vanns av Leksand.
Deltagande lag:
- Leksand
- Bagarmossen
- Solna
- Wasa
- Stockholm
- Broncos
- Kärrtorp

### Webbkällor
- Svenska Baseboll- och Softbollförbundet, Elitserien 1963-